# Benoît Caranobe
Benoît Caranobe est un gymnaste français né le 12 juin 1980 à Vitry-sur-Seine. Il mesure 1,64 m et pèse 60 kg.
Lors des Jeux olympiques de 2008 à Pékin, il est médaillé de bronze au concours général individuel de gymnastique. C'est la première médaille française au concours général individuel des Jeux olympiques depuis Marco Torrès et Jean Gounot aux Jeux d'Anvers en 1920.

## Biographie
Caranobe s'initie à la gymnastique en 1985.

## Reconversion
Il devient salarié de la Fédération française de gymnastique après sa médaille olympique.
Ayant eu une révélation en buvant un Mercurey à la Maison de l'Aubrac à Paris, il prépare sa reconversion en ouvrant une cave à vin (nommé le Dix-Sept sur Vin) à Noisy-le-Grand en 2010,. En plus de cette activité de caviste, Caranobe, qui arrête sa carrière sportive en 2013, travaille au Moulin-Rouge en tant qu'acrobate à partir de 2014.

## Palmarès

### Jeux olympiques
- Pékin 2008
  -  Médaille de bronze au concours général individuel.

### Championnats du monde
- Londres 2009
  - 8e au concours général individuel.

### Championnats d'Europe
- Ljubljana 2004
  -  médaille de bronze par équipe.